# Dollhopf Ferenc
Dollhopf Ferenc (18. század – 19. század) katolikus pap.

## Élete
Katolikus áldozópap és budai udvari káplán, a veres csillagkeresztes vitézi rend tagja volt.

## Munkái
- Lob- und Sittenrede auf den heiligen Stephan Erzmartyrer und Diakon, vorgetragen am Tage der Feyerlichkeit dieses Schutzheiligen. Ofen, 1793.
- Weisheit und Geist zwei unverkennbare Eigenschaften des Christenthums. Uo. 1795.
- Der aus der Verkennung und Verachtung der Religion entstandene Sittenverfall unserer Zeit. Durch sieben Fastenreden… vorgetragen. Uo. 1795.
- Die durch die Einfalt des Glaubens und durch die Strenge evangelischer Sitten Bernards von Offida Laybruders des Kapuzinerordens beschämte Aufklärung, und Weichlichkeit itzigen Zeitalters. Uo. 1796.
- Lob- und Sittenrede auf die heilige Elisabeth königliche Stifterin der W. W. E. E. Elisabethinerinnen unter der dritten Regel des heil. Vater Franziskus, zu Ofen gehalten. Uo. 1797.
- Rede bey der Feyerlichkeit da der Grundstein zu dem Gotteshause in der Joseph Stadt zu Pesth gelegt Wurde. Uo. 1797.
- Rede von der Würde des Priesterthums bei der Primiz des W. E. Herrn Xavier Amlacher… am Festtage des heil. Fanx Xavier… Uo. 1797.
- Rede von dem Ablass von Portiunkula. Uo. 1798.
- Die Kirche Stütze der Religion, die Religion Stütze der Kirche. Rede bei Einweihung der Kirche in der Theresienstadt zu Pest. Uo. 1803.
- Dankopfer… am 23. Okt. 1803. als die Freystadt Pesth das Jahrhundert ihres k. Freiheitsdiploms feierte. Uo. 1803.
- Uiber den Werth des hohen Alters zur Beruhigung der Greisen bei dem 50 jährigen Priester-jubileum des Herrn Sebastian Valentin von Eberle. Uo. 1806.
- Uiber den Werth der Unsterblichkeit der menschlichen Seele aus dem Werke ihrer Natur und Erlösung in sieben Fastenpredigten in der Hauptpfarrkirche zu Ofen vorgetragen. Uo. 1808.